# 岡田慎一郎
岡田 慎一郎（おかだ しんいちろう、1972年 - ）は、日本の理学療法士、介護支援専門員、介護福祉士。
私立常総学院高等学校卒業。介護職員を経て、東洋パラメディカル学院、朝日カルチャーセンター等の講師。

## 岡田慎一郎の介護方法
既存の介護技術に疑問をもち、趣味の総合格闘技の技術などを独自に工夫・応用していた。
2004年頃、武術研究家の甲野善紀と出会い、彼の研究する武術的な身体操法を介護方法に応用したところ、介護する側の負担にならず、さらに、介護される側も楽であったため大きな感銘を受け、以後師事し介護方法を研究。「古武術介護」を提案する。
2006年に発行した『古武術介護入門』以降、多くの著書を発行。全国各地の医療・介護施設や一般の希望者を相手に、講習会活動を続けている。

## DVD
- 古武術式 カラダにやさしい介護術 制作・出版 人間考学研究所・（株）インター・アート・コミッティーズ

## 参考書籍
- 『身体から革命を起こす』: 筆者: 甲野善紀(著), 田中 聡 (著) ; 出版社: 新潮社 ; ISBN 4104735019 ; (2005/01/22)
- 『古武術介護入門【DVD付】 古の身体技法をヒントに新しい身体介助法を提案する』: 筆者: 岡田慎一郎(著) ; 出版社: 医学書院 ; ISBN 4260002953 ; (2006/08/1)
- 『古武術介護塾』: 筆者: 岡田慎一郎(著) ; 出版社: スキージャーナル社 ; ISBN 978-4789921190 ; (2008/12/1)

## テレビ出演
- テレビ朝日「ニュースステーション」（2007年）
- Eテレ「まる得マガジン」（2007年）
- フジテレビ「笑っていいとも！増刊号」古武術で楽になる介護（2007年）
- NHK総合「夕どきネットワーク」古武術で楽になる介護（2007年）
- NHK総合「夕どきネットワーク」実演らくらく古武術介護（2007年）
- 日本テレビ「思いっきりいいテレビ」エーッ本当ですか先生？ 古武術の動きで日常生活が超楽チン！（2008年）
- フジテレビ「笑っていいとも！増刊号」エーッ本当ですか先生？ 古武術の動きで日常生活が超楽チン！2008年）
- TBS 愛の劇場ドラマ「再婚一直線」 介護技術指導、監修（2008年）
- テレビ朝日「近未来予測テレビ ジキルとハイド」介護の現場に革命！「古武術介護」（2008年）
- NHK総合「いっと6けん」（2009年）
- TBS「カラダのキモチ」ぎっくり腰対策マニュアル（2010年）
- テレビ東京「ソレダメ！」「楽に重い買い物袋を持つ方法」（2015年）
- NHKEテレ「すくすく子育て」すくすくポイント！「古武術に学ぶ！ラクちん抱っこのコツ」（2016年）
- テレビ東京「ソレダメ！」「高いところの物の取リ方」（2016年）
- テレビ東京「ソレダメ！」「疲れない階段の上り方」（2016年）
- テレビ東京「ソレダメ！」「腰を痛めない台所での立ち方」（2016年）
- NHK教育テレビ「甲野善紀の暮らしの中の古武術活用法」(2017年7 - 9月放送)
- NHK WORLD（国際放送）「Medical Frontiers」（2018年）
- テレビ東京「なないろ日和」特集「家事がつらい、どうする？」（2018年）
- NHK総合テレビ「あさイチ！」特集 見えない腰痛 予防&対策SP 清掃、引っ越し業者にアドバイス・生活動作への工夫の紹介（2019年）
- NHK総合テレビ「あさイチ！」特集 カラダがラクになる裏ワザSP｜日常動作の工夫を紹介（2019年）

## 新聞・雑誌等
- 『訪問看護と介護』（医学書院）連載（2015年）
- ナーシングプラザ（看護WEBサイト）＜連載＞〜古武術介護の発想に学ぶ〜「腰痛のない介助技術」（2015年）
- 月刊秘伝（BABジャパン） 異分野から学び取る、より合理的な身体運用の妙 分野を超えて、互いをつなぐ 身体の普遍性（2015年）
- 日経大人のOFF（日経BP社）「古武術式 カラダを痛めない日常動作」（2015年）
- ママニティー（育児サイト）＜連載＞疲れない！ラクになる！古武術の育児ワザ（2015年）
- 自警 （警視庁機関誌）連載（2015年）
- 月刊「東海望楼」（東海地方 消防・救命関係機関紙 名古屋市消防局 編集発行）（2015年）
- 季刊 認知症介護（日総研） 連載（2015年）
- オレンジページ（オレンジページ）「古武術式 荷物のラク持ち道場」（2015年）
- 「THE21」（PHP研究所）ちょっと変えてみるだけ！「身体の使い方」を変えるだけで、疲労は一気になくなる！（2016年）
- 日本農業新聞「古武術にならって 作業楽々」〜しゃがみ、前かがみ股関節を意識〜（2016年）
- 「ESSE」（フジテレビジョン）「疲れない体の使い方 〜階段の上り下り、食器洗い、バッグの持ち方にひと工夫〜」（2016年）
- 月刊「第三文明」（第三文明社） 特集 体を動かそう「今ある体の力を引き出す、古武術由来の体の動かし方」（2017年）
- 「ゆうゆうシニアライフ」春号（JAバンク機関紙）「コツをおさえて疲れない 体の使い方」（2017年）
- 週刊「女性セブン」（小学館）「重くて超イライラする荷物運びで楽する方法」（2017年）
- 季刊「HappyAngel」夏号（ニコア・マーケティング株式会社）※産院配布を中心としたフリーマガジン「古武術だっこで育児がラクに！」（2017年）
- 「THE21」（PHP研究所）「疲れが溜まらない 合理的な身体の使い方」（2017年）
- 朝日新聞デジタル 連載（朝日新聞社）（2017年）
- 月刊 おはよう21 連載（中央法規出版）「身体づくりから始める介護技術」（2018年）
- 月刊マミークラン（森永乳業機関紙）「疲れにくい体の使い方」（2018年）
- 月刊 母の友 連載（福音館書店）「育児を楽にする体の使い方」（2018年）
- 隔月刊「明日の友」 連載（婦人之友社）「日常動作がらくになる身体づくり」（2018年）
- 日本農業新聞 健康欄「SNS発信夢中 その姿勢大丈夫？？首、肩のゆがみ注意」（2018年）
- 「よみうり家庭版」（読売新聞）特集「疲れ知らずの身のこなし」（2018年）
- 「THE21」（PHP研究所）身体の使い方編「疲れが溜まらない「合理的」な身体の使い方とは」（2018年）
- 「日経おとなのOFF」（日経BP社）特集 日本一ラクな捨て方・整理・掃除「体が疲れない 古武術式掃除」（2018年）
- 週刊女性 （主婦と生活社）「目からウロコの袋とじ 身体に負担をかけない古武術介護」（2019年）
- 「現代農業」（農文協） 特集 農家の腰痛回避術「農作業で腰を痛めない構え方・動き方・持ち方」（2019年）
- あそびと環境0・1・2歳（学研）保育者のヘルスケア 肩・腰の負担を減らす『だっこ』のコツ！だっこ等の育児動作のポイントを紹介。 （2020年）